# 사미 얘르비
샘 레이크(Sam Lake, 1970년 7월 18일 ~ ) 또는 사미 얘르비(Sami Järvi)는 핀란드의 게임 작가이다.

## 생애
1970년 3월 28일 핀란드에서 태어났다. 레미디에 입사하기 전 시어터 아카데미 오브 핀란드에서 극본을 공부했다. 여기서 공부한 것이 게임에 응용 가능했냐고 묻자 "아주 공통적이지만, 몇몇은 완전히 다른 방식으로 해야 했다. ... 대사를 쓰는 방식은 영화, TV, 게임에서 쓰이는 방식이 서로 같다. 우리는 영화 대본 소프트웨어로 우리 게임의 각본을 작성했는데, 다른 분기점, 선택적 대사 등등 자연스럽게 영화 극본에서는 존재하지 않은 것이 각본에 존재했다."고 말했다.
그래픽 노블 이야기의 《맥스 페인》으로 시작, 《맥스 페인 2: 맥스 페인의 몰락》 및 《앨런 웨이크》에서 각본가로 참여했으며, 《앨런 웨이크의 아메리칸 나이트메어》에서 제작 감독 일을 시작해 마이크로소프트 독점 비디오 게임 《퀀텀 브레이크》에서 같은 일을 수행했다.
레이크는 자기에게 작가로서 영향을 준 것에 물음을 받았을 때, 책과 텔레비전 등의 여러 매체에서 영감을 받았다고 했으며 마크 Z. 대니얼레프스키 책 《나뭇잎의 집》을 콕 집어 "... 게임과 공유하는 것이 있었습니다. 어떤 면에서 무엇이 가능한지를 가르쳐 주었고, 그것이 크게 자극이 되었고 흥분을 주었죠."라며 가장 심대한 영향을 주었다고 밝혔다. 또한 데이비드 린치 및 마크 프로스트가 참여한 《트윈 픽스》의 방영 시기 새로운 에피소드를 즐겼다고도 했으며, 인디 게임의 실험적인 스토리텔링에 주목한다고 했다.

## 참여 작품
| 연도 | 제목                                  | 감독   | 각본가 | 참고사항     |                                                   |
| ---- | ------------------------------------- | ------ | ------ | ------------ | ------------------------------------------------- |
| 2001 | 《맥스 페인》                         | 아니요 | 예     | 참고사항     | 레미디 엔터테인먼트 및 3-D 렐름 엔터테인먼트 개발 |
| 2002 | 《맥스 페인 2: 맥스 페인의 몰락》     | 아니요 | 예     |              |                                                   |
| 2008 | 《맥스 페인》                         | 아니요 | 예     | 존 무어 감독 |                                                   |
| 2010 | 《앨런 웨이크》                       | 아니요 | 예     |              |                                                   |
| 2012 | 《앨런 웨이크의 아메리칸 나이트메어》 | 예     | 예     | 제작 감독    |                                                   |
| 2016 | 《퀀텀 브레이크》                     | 예     | 예     |              |                                                   |